# Marc Valiente
Marc Valiente Hernández (Granollers, 29 maart 1987) is een Spaans voetballer. Hij speelt sinds 2019 als centrale verdediger bij FC Goa. In België speelde hij één seizoen bij KAS Eupen.

## Clubcarrière
Valiente kwam in 1997 van Granollers naar de cantera (jeugdopleiding) van FC Barcelona. In de Juvenil A, het hoogste jeugdelftal, won hij in het seizoen 2004/2005 als aanvoerder het kampioenschap van de División de Honor, de Copa de Campeones (toernooi tussen de winnaars van de zes regionale groepen van de División Honor) en de Copa del Rey Juvenil. Van 2005 tot 2008 speelde Valiente in Barça B, het tweede elftal van de club. Op 8 november 2006 speelde hij tegen CF Badalona in de Copa del Rey zijn eerste wedstrijd in het eerste elftal. Na rust verving Valiente Juliano Belletti in de verdediging. Na het vertrek van Daniel Fragoso in januari 2007 werd Valiente benoemd tot aanvoerder van Barça B. Met Barça B werd hij 2008 kampioen van de Tercera División Grupo 5.
Valiente werd in juli 2008 gecontracteerd door Sevilla FC, waar hij in het seizoen 2008/2009 zal spelen voor het tweede team Sevilla Atlético dat actief is in de Segunda División A. Gedurende het seizoen 2009/2010 kwam hij drie maal in actie voor het eerste elftal. In 2010 ruilde hij Sevilla in voor Real Valladolid waar hij 5 jaar bleef.
Tussen 2015 en 2019 speelde Valiente achtereenvolgens voor Maccabi Haifa, KAS Eupen en Partizan Belgrado. Sinds de zomer van 2019 is hij aan de slag bij Sporting Gijón.

## Clubstatistieken
| seizoen                         | club             | land   | competitie                 | wed. | goals |
| ------------------------------- | ---------------- | ------ | -------------------------- | ---- | ----- |
| 2006/07                         | FC Barcelona B   | Spanje | Segunda División B Grupo 3 | ??   | 2     |
| 2007/08                         | FC Barcelona B   | Spanje | Tercera División Grupo 5   | 29   | 0     |
| 2008/09                         | Sevilla Atlético | Spanje | Segunda División A         | 33   | 0     |
| 2009/10                         | Sevilla FC       | Spanje | Primera División           | 3    | 0     |
| 2010/11                         | Real Valladolid  | Spanje | Segunda División A         | 26   | 2     |
| 2011/12                         | Real Valladolid  | Spanje | Segunda División A         | 37   | 1     |
| 2012/13                         | Real Valladolid  | Spanje | Primera División           | 28   | 0     |
| 2013/14                         | Real Valladolid  | Spanje | Primera División           | 29   | 1     |
| 2014/15                         | Real Valladolid  | Spanje | Segunda División A         | 31   | 1     |
| 2015/16                         | Maccabi Haifa    | Israël | Ligat Ha'Al                | 30   | 1     |
| 2016/17                         | Maccabi Haifa    | Israël | Ligat Ha'Al                | 18   | 0     |
| 2017/18                         | KAS Eupen        | België | Jupiler Pro League         | 31   | 1     |
| 2018/19                         | FK Partizan      | Servië | SuperLiga                  | 31   | 0     |
| 2019/20                         | Sporting Gijón   | Spanje | Segunda División A         | 22   | 1     |
| 2020/21                         | Sporting Gijón   | Spanje | Segunda División A         | 17   | 0     |
| 2021/22                         | Sporting Gijón   | Spanje | Segunda División A         | 10   | 1     |
| Totaal                          | Totaal           | Totaal | Totaal                     | 375  | 11    |
| Bijgewerkt tem 29 oktober 2021. |                  |        |                            |      |       |

## Interlandcarrière
Valiente won in juli 2006 met het Spaans elftal het EK Onder 19 in Polen, samen met zijn clubgenoten Jeffrén Suárez en Toni Calvo. Hij had al een belangrijke rol in de kwalificatie voor het toernooi. Als een van de drie landen (naast Tsjechië en Engeland) met de hoogste coëfficiënt op de FIFA-ranglijst stroomde Spanje pas tijdens de tweede kwalificatieronde in.
Valiente speelde twee van de drie kwalificatiewedstrijden en scoorde tegen Cyprus (8-1). Op het hoofdtoernooi bereikte Spanje redelijk simpel de finale door in de groepsfase Turkije (5-3), Schotland (4-0) en Portugal (1-1) achter zich te houden en in de halve finale met 5-0 van Oostenrijk te winnen. In de finale werd uiteindelijk met 2-1 gewonnen van Schotland door twee doelpunten Real Madrid-aanvaller Alberto Bueno. Valiente was gedurende het toernooi vaste waarde als centrale verdediger samen met zijn voormalig clubgenoot Gerard Piqué.
In 2007 nam hij deel aan het WK Onder-20 in Canada.

## Palmares
| Competitie              | Aantal     | Jaren      |
| Sevilla FC              | Sevilla FC | Sevilla FC |
| ----------------------- | ---------- | ---------- |
| Spaans bekerwinnaar     | 1x         | 2009/10    |
| Maccabi Haifa           |            |            |
| Israëlisch bekerwinnaar | 1x         | 2015/16    |
| FK Partizan             |            |            |
| Servisch bekerwinnaar   | 1x         | 2018/19    |

| Competitie          | Winnaar | Winnaar | Runner-up | Runner-up | Derde  | Derde  |
| Competitie          | Aantal  | Jaren   | Aantal    | Jaren     | Aantal | Jaren  |
| Spanje              | Spanje  | Spanje  | Spanje    | Spanje    | Spanje | Spanje |
| ------------------- | ------- | ------- | --------- | --------- | ------ | ------ |
| EK voetbal onder 19 | 1x      |         |           |           |        | 2006   |

1 Cuéllar ·
2 Douglas ·
3 Babin · 
4 Meré ·
5 Amorebieta ·
6 Álvarez ·
7 Rodríguez ·
8 Traoré ·
9 Castro ·
10 Cases ·
11 Lora  ·
13 Mariño ·
14 Burgui · 
15 Canella ·
16 Lillo ·
17 Afif ·
18 López ·
19 Carmona ·
20 Ndi ·
21 Torres ·
23 Gómez · 
24 Čop · 
25 Viguera · 
26 Fernández · 
27 Díaz · 
28 Santos · 
29 Rodríguez · 
30 Whalley · 
31 Rubén · 
33 Salvador · 
Coach: Rubi